# Corrado I
Corrado I (né le 21 février 1985, mort en septembre 2018) est un étalon gris, fils de Cor de la Bryère, appartenant au stud-book Holsteiner, qui a concouru en saut d'obstacles avec le cavalier allemand Franke Sloothaak, avant de devenir un reproducteur réputé. 

## Histoire
Corrado I naît le 21 février 1985 à l'élevage d'Eduard Struve, en Allemagne. Il est approuvé jeune étalon dès 1988, grâce à ses origines prestigieuses et à ses capacités de saut, grâce auxquelles il obtient la note maximale lors de son évaluation. Il est monté par les cavaliers du Holsteiner Verband, Thiess Luther et Bo Kristoffersen, qui le forment jusqu'au niveau de 1,40 m. Il est finaliste du championnat des six ans, le Bundeschampionate, en 1991. Sa carrière internationale démarre à la saison suivante, par accord entre le Holsteiner Verband et le sponsor de Franke Sloothaak, San Patrignano.
Il fête ses 30 ans en 2015. Il meurt en septembre 2018, à 33 ans, des suites de coliques qui entraînent son euthanasie.

## Palmarès
Il remporte plusieurs Grands prix avec Franke Sloothaak
- 1996 : 5e de la finale de la Coupe du monde de saut d'obstacles 1995-1996[6]

## Description
Corrado I est un étalon de robe grise, inscrit au stud-book du Holsteiner. Il mesure 1,71 m.

## Origines
C'est un fils de l'étalon Cor de la Bryère et de la jument Soleil, par Capitol I. Il provient de la lignée Holsteiner 6879, qui était très à la mode dans les années 1950. Sa lignée maternelle est très influencée par le Pur-sang. Dans l'ouvrage Leading Stallions of Germany 1998/99, Claus Schridde remarque que Corrado I n'a pas le Pur-sang Ladykiller dans son pedigree, ce qui le rend très précieux en croisement avec les juments Holsteiner.

## Descendance
Devenu un reproducteur réputé, Corrado est le père de Clinton, lui-même père de Cornet Obolensky. Il est aussi le père de Cantaro 32, Corradina 2 et Unita Ask, et l'arrière-grand-père de Cheyenne 111 Z.